# Єрмаченко Іван Абрамович
Іван Абрамович (Аврамович) Єрмаченко (біл. Іван Абрамавіч Ермачэнка; 13 травня 1894, с. Копачівка, Борисовський повіт, Мінська губернія — 25 лютого 1970, Флорида, США) — білоруський політичний діяч, дипломат і публіцист. Член ради Білоруської Народної Республіки.

## Життєпис
Народився 13 травня 1894 року в селянській родині. Незабаром сім'я переїхала до Москви, де батько працював на залізниці. Закінчив гімназію в Москві, вступив на електротехнічний факультет, але навчання перервала Перша світова війна. Під час Першої світової війни закінчив школу прапорщиків, служив в російській армії і був направлений на фронт, де дослужився до поручика. Мав кілька нагород. У 1918 році потрапив у полон, звідки втік. У громадянську війну в Росії офіцер білої армії, ад'ютант генерала Врангеля, мав звання підполковника.

## Білоруський визвольний рух
У 1920 році евакуювався до Константинополя, де приєднався до білоруського руху. У 1921 року представник уряду БНР в Константинополі і генеральний консул на Балканах; заснував консульські відділи БНР в Югославії і Болгарії. Був одним з організаторів Білоруського комітету в Туреччині. У 1922 року, заступник міністра закордонних справ БНР в Ковно. Переїхав до Праги. Закінчив медичний факультет Карлового університету (1929). Займався лікарською практикою і суспільно-політичною діяльністю серед білоруського еміграції. Очолював білоруський відділ товариства «Сокіл». Підтримував журнал «Іскри Скорини». У 1925 році разом з головою Ради БНР Петром Кречевським, Василем Захарком, Томашом Грибом не визнав рішень Другої Всебілоруської конференції, де оголосили про розпуск уряду БНР.

## Білорусько-німецьке співробітництво
3 1938 року — куратор білорусько-німецького співробітництва, в 1939 році відбулися переговори представників Міністерства закордонних справ Німеччини з І. Єрмаченком. Він запропонував німецькій стороні проект розгрому Радянського Союзу, в якому важливу роль грала союзна Німеччині Білоруська держава. Разом з Василем Захарко обробив меморандум до Гітлер, в якому вони просили звернути пильну увагу на рішення білоруського питання. У 1940 році заснував в Празі Білоруський комітет самодопомоги, створив власне приватне видавництво, що випустила п'ять книг.
22 жовтня 1941 року міністр східних окупованих територій призначив Єрмаченку головою Білоруської народної самопомічі (БНС) в окупованому нацистами Мінську. БНС замислювалася окупаційною владою як благодійна організація для опіки над бідними верствами населення. Але стараннями самого Єрмаченка вдалося створити загально-білоруську організацію, яка займалася не тільки соціальними проблемами, а й питаннями шкільництва, культури, суспільного життя. У червні 1942 року при БНС був створений Вільний корпус білоруського самооборони для боротьби з партизанами, на чолі якого став підполковник Єрмаченка. Був радником генерального комісара Білорусі Вільгельм Кубе. Друкувався в «Мінській (Білоруській) газеті». На початку 1943 року проти Єрмаченка розпочало роботу СС в Берліні, побачивши в підвищенні цього діяча певну небезпеку. Щоб не надавати справі політичного відтінку, була проведена фінансова перевірка БНС, результатом якої стало звинувачення Єрмаченка навесні 1943 року в фінансових зловживаннях. 27 квітня 1943 року висланий до Праги під нагляд гестапо. Після вбивства Кубе 22 вересня 1943 він був заарештований за підозрою в причетності до вбивства свого колишнього шефа.

## В еміграції
На початку 1945 року поїхав на захід Німеччини. Після капітуляції працював в структурах УНРРА. Тоді ж налагодив добрі відносини з американською окупаційною владою, в тому числі завдяки дружбі з одним з керівників американської військової адміністрації в Німеччині, підполковником Яромиром Поспішилом, з яким познайомився під час перебування в Стамбулі. Наприкінці 1947 року — початок 1948 рр. переїхав в Нью-Йорк, де працював лікарем. У травні 1948 року він був призначений повноважним послом Білоруської центральної ради в США. Побачивши складності в справі допомоги в приїзді білоруських переселенців і важкі умови їх життя в Німеччині, Іван Єрмаченко зробив спробу налагодити зв'язки зі старою білоруського еміграцією і переконати її допомагати родичам в Європі, за прикладом української, польської, російської діаспори.
Діяч звернувся до старої еміграції через російськомовну пресу і закликав створити в Америці білоруський громадську організацію — земляцтва, метою якого буде допомога співвітчизникам в Німеччині запрошеннями, грошима, роботою і житлом. Один із засновників Об'єднаного білорусько-американського допомогового комітету в Саут-Рівері (штат Нью-Джерсі). Публікувався в журналі «Білорус в Америці».

## Літаратура
- Туронак Ю. Беларуская кніга пад нямецкім кантролем (1939—1944). — Мн., 2002.
- Гардзіенка, А. Беларускі кангрэсавы камітэт Амэрыкі (БККА) / Алег Гардзіенка. — Смаленск: [б.в.], 2009. — 428 с., [12] с. іл. — (БІНІМ; Бібліятэка Бацькаўшчыны, Кніга 16).
- Туронак Ю. Беларусь пад нямецкай акупацыяй. — Мн., 1993;